# Scaptomyza setosiscutellum
Scaptomyza setosiscutellum är en tvåvingeart som först beskrevs av Hardy 1965.  Scaptomyza setosiscutellum ingår i släktet Scaptomyza och familjen daggflugor. Inga underarter finns listade i Catalogue of Life.